# Gran Colòmbia
La Gran Colòmbia (nom oficial República de Colòmbia) fou un estat existent entre 1819 i 1831. Comprenia els antics territoris del Virregnat de Nova Granada, és a dir els actuals països de Colòmbia, Veneçuela, Equador i Panamà. El nom de "Gran Colòmbia" és una creació historiogràfica moderna per evitar confusions amb l'actual Colòmbia, a l'època el país es coneixia simplement com "Colòmbia" o fins i tot amb l'antic nom de "Nueva Granada".

## Antecedents

A l'esquerra, límits de la nació de «Colòmbia» segons el Projecte Constitucional de Francisco de Miranda en 1798.

La Gran Colòmbia era el primer pas per a la unificació total dels pobles lliures ideada per Francisco de Miranda, qui va concebre la creació d'un només Estat hispanoamericà independent, el qual substituiria al conjunt de possessions que componien l'Imperi espanyol en aquesta part de l'hemisferi. En altres paraules, la idea de la integració americana per a Miranda era inseparable de la idea de la independència de les colònies hispanoamericanes.
Per a juliol de 1809, la independència de les colònies americanes s'havia convertit per a Miranda en un fet ineluctable i va veure per tant arribat el moment de convocar un Congrés de diputats de viles i províncies d'Amèrica sobre el propi territori americà. Cap altre lloc, al seu entendre, semblava més apropiat que Panamà per a reunir aquest congrés. Per la seva situació geogràfica, l'Istme encarnava la imatge de la unió entre el nord i el sud de l'Amèrica de llengua espanyola. Per la mateixa raó, Miranda havia suggerit, en el seu pla de govern de 1801, que Colombo, la ciutat capital de Colòmbia, fos construïda en l'istme de Panamà.
El projecte de Miranda no va arribar a realitzar-se, però la idea va ser represa per Simón Bolívar, qui, en 1815, en la seva «Carta de Jamaica», va suggerir la reunió a Panamà d'un Congrés de les Repúbliques americanes independents, el qual no es va concretar fins a 1826. Encara que els objectius d'aquest Congrés convocat per Bolívar tendien més aviat a l'establiment d'aliances entre repúbliques independents i no a la constitució d'una sola república, com proposava Miranda.
Després del fracàs de la Segona República de Veneçuela i la seva curta permanència en Nova Granada com a comandant militar, Bolívar es va veure obligat a reflexionar sobre la causa dels fracassos previs, la situació internacional i la manera d'aconseguir la independència de manera duradora. Les seves reflexions li van portar a la conclusió que per a aconseguir la independència definitiva s'havia de derrotar totalment als espanyols per a impedir que realitzessin accions de reconquesta. Per a això, els esforços descoordinats i dispersos dels cabdills regionals al llarg d'Amèrica havien d'unificar-se sota un mandat únic, i com a garantia d'una independència permanent havia de crear-se una república gran i fort que pogués desafiar les pretensions de qualsevol potència imperial. Aquest projecte estava inspirat en la idea d'una unió continental que abastés des del territori de la Nova Espanya fins al sud de Xile, després d'aconseguida la independència.
En el context de les guerres d'independència hispanoamericanes, forces revolucionàries liderades per Simón Bolívar van establir les bases d'un govern regular en una convenció constitucional. Prèviament, el govern havia estat militar i altament centralitzat amb poder executiu directe exercit per vicepresidents o governadors, mentre el president Bolívar estava en la Campanya Llibertadora de Nova Granada i en la Guerra d'Independència de Veneçuela. Bolívar va concloure que era necessari crear un govern centralitzat capaç de coordinar les accions necessàries per a resguardar les fronteres i aglutinar als diferents pobles de l'Amèrica hispana com a garantia de la independència.
Per a garantir la llibertat de Colòmbia, considerava vital aconseguir com més aviat millor el control sobre Veneçuela per a impedir que els espanyols la utilitzessin com a lloc d'avançada en Terra Ferma per a les seves campanyes de reconquesta, per la qual cosa va decidir emprendre aquesta tasca com una cosa prioritària. Així, va desembarcar a l'illa de Margarita a mitjan 1816 decidit a aconseguir des del principi el reconeixement del seu lideratge i, després d'obtenir un èxit inicial amb el cap local Juan Baptista Arismendi, va preparar la campanya per a alliberar el continent.
La consolidació del lideratge suprem va facilitar el control de l'orient veneçolà, i la instal·lació de Bolívar en Angostura va portar amb si l'inevitable i llarg enfrontament amb les forces expedicionàries del general espanyol Pablo Morillo i l'organització dels mecanismes perquè el Govern pogués funcionar. Per a llavors l'Exèrcit espanyol ja es trobava molt desgastat després de la campanya de reconquesta realitzada al llarg d'Amèrica, i el general Morillo no va poder evitar que les seves tropes iniciessin un lent declivi degut a la falta de recursos i de reforços per a cobrir les baixes que sofrien.
Ja en 1818, la situació de l'Exèrcit espanyol a Veneçuela es va tornar insostenible i Morillo es va veure obligat a retirar algunes de les seves forces de la Nova Granada per a intentar contenir a Bolívar. Per a llavors, la situació política i militar era prou bona com per a pensar en l'organització d'un Estat, i així va ser com a Bolívar va instal·lar el Suprem Congrés de la República en Angostura el 15 de febrer de 1819.

## Història

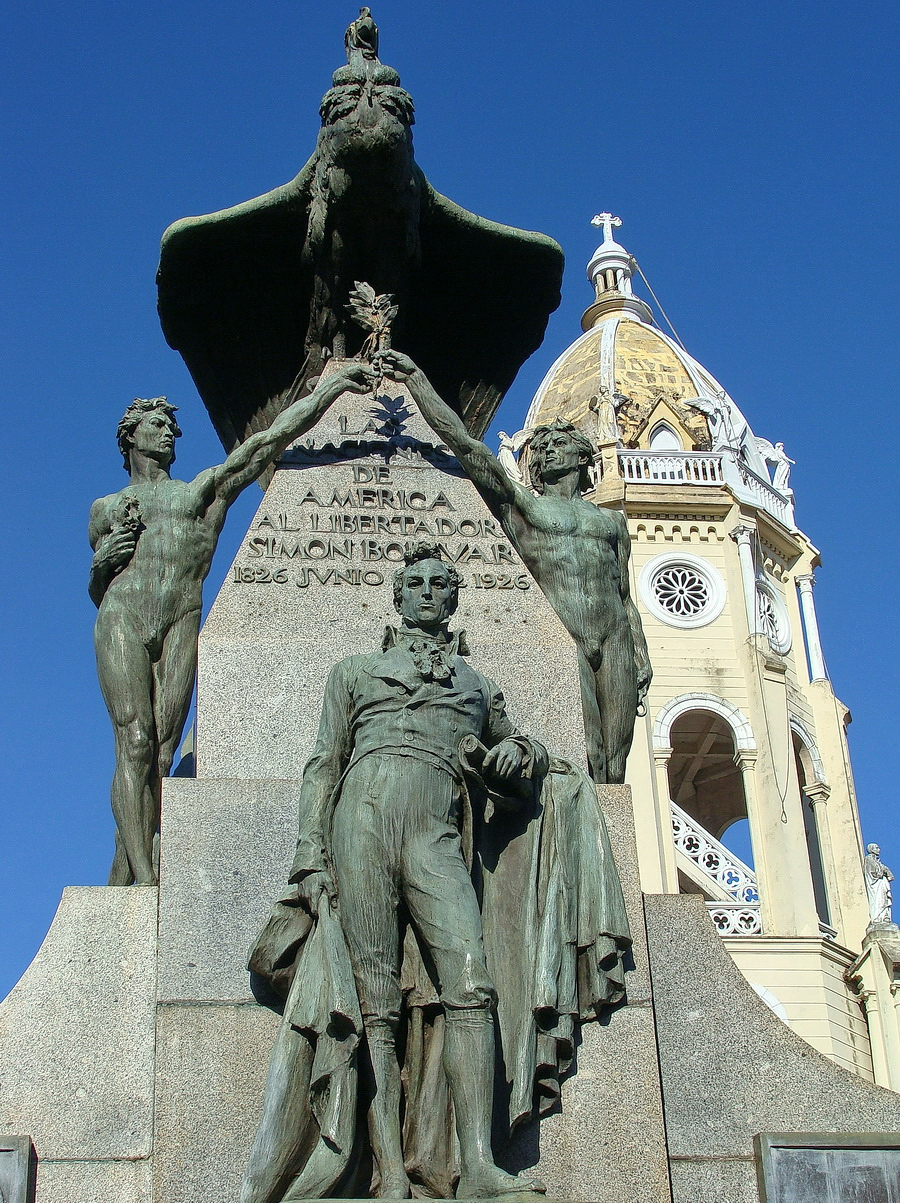
Monument a Simón Bolívar en els voltants de la seu del Congrés Anfictiónico, ciutat de Panamà.

### Dècada del 1810
En 1816, Simón Bolívar, amb l'ajuda dels generals Urdaneta, Piular, Páez, Mariño, Nariño, Monagas, entre d'altres, va aconseguir una sèrie de victòries sobre els realistes. Després d'alliberar Guaiana i Nova Granada, va proclamar la seva fundació el 17 de desembre de 1819 en Angostura (actual Ciutat Bolívar). Els últims contingents realistes a Veneçuela van ser derrotats en la històrica batalla de Carabobo el 24 de juny de 1821. El 28 de novembre de 1821 es dona la independència de Panamà i voluntàriament s'uneix al somni de Bolívar signant amb Espanya un pacte de no agressió.
La resistència d'Espanya en el continent va acabar al Perú amb la batalla de Ayacucho, el 9 de desembre de 1824, en la qual es va consagrar definitivament com a heroi Antonio Josep de Sucre (1795-1830). Tot el poder espanyol en el Virregnat de Nova Granada i al Perú va quedar enfonsat sota els cops de tres homes: Bolívar, Miranda i Sucre; morts en diferents circumstàncies: Bolívar el 17 de desembre de 1830, en Santa Marta, Colòmbia; Francisco de Miranda en la presó de la Carraca, a Cadis, en 1816; Antonio Josep de Sucre, assassinat en Berruecos, Nova Granada (actual Colòmbia), el 4 de juny de 1830.
No obstant això, la unió política dels territoris dels antics Virregnats de la Nova Granada, Quito i la Capitania de Veneçuela no va aconseguir durar a causa de tensions regionals. Opositors al govern de Bolívar van arribar a considerar l'opció secessionista. En 1830 Veneçuela i l'Equador van declarar la seva independència de la República de Colòmbia, quedant finalment dissolta la Gran Colòmbia en 1831, donant naixement a tres entitats estatals diferents: Nova Granada, l'Equador i Veneçuela. La secessió veneçolana va ser dirigida pel General José Antonio Páez (1790-1875), qui ja havia combatut sota les ordres de Bolívar i posseïa des de llavors el control virtual de la part veneçolana de la república. Páez es va convertir en el primer president del nou Estat veneçolà i va governar intermitentment fins a 1863. A l'Equador va assumir el general veneçolà Juan José Flores. Reduïda a la Nova Granada, presidida per Rafael Urdaneta, qui originalment havia donat un cop d'estat pensant a retornar el poder a Bolívar, la Gran Colòmbia es va dissoldre després del derrocament de Urdaneta. En la Nova Granada passat un temps en què es va donar una nova estructura i lleis durant un govern provisional, es va elegir com a vicepresident interí a José María Obando. Un any després va assumir Francisco de Paula Santander com a president i va delinear l'estructura del nou Estat.
A Veneçuela, un grup d'oficials patriotes es van aixecar en 1835 contra el president José María Vargas, en el que es coneix com a Revolució de les Reformes, per a exigir la reconstitució de la Gran Colòmbia, reformes polítiques i la fi del poder econòmic de l'oligarquia, enfortida amb el comerç d'importació i exportació. Van obtenir un triomf efímer, però després va reprendre el poder el general José Antonio Páez, amb el que es va fer definitiva la dissolució de la Gran Colòmbia.

### Congressos de Angostura i de Vila del Rosari de Cúcuta, Convenció d'Ocaña, Constitució de 1821

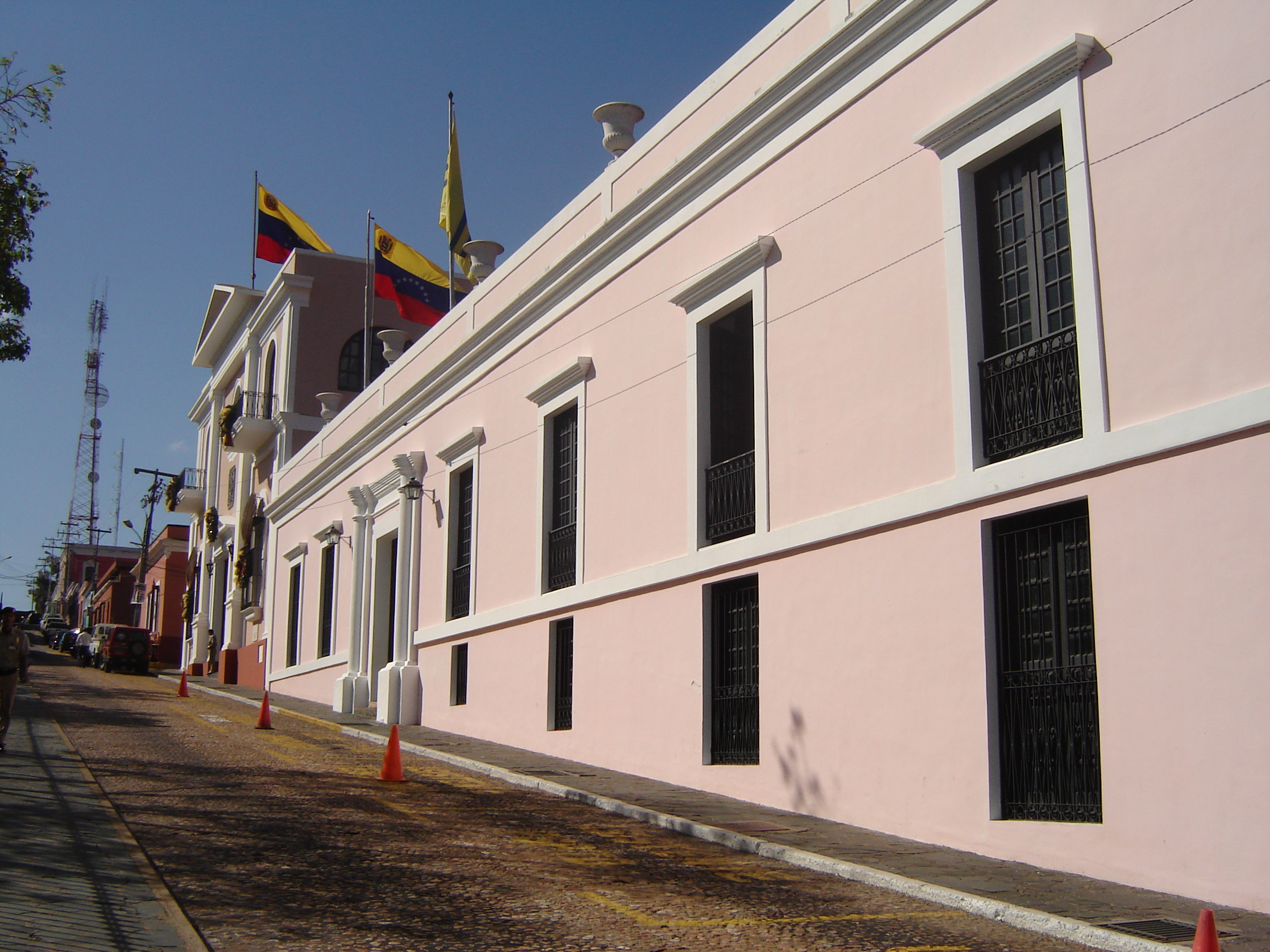
Casa del Congrés de Angostura, Ciutat Bolívar, Veneçuela.

En 1819, malgrat estar encara sota el control espanyol, els ímpetus independentistes van continuar i es van reactivar els ànims constitucionals. El 15 de febrer de 1819, sis mesos abans de la batalla de Boyacá, es van reunir representants de Veneçuela, Nova Granada (actualment Colòmbia) i Quito (actualment l'Equador) en Angostura, Veneçuela, on es va instal·lar el Congrés de Angostura per a treballar en el desenvolupament d'una Llei Fonamental de Colòmbia (constitució), en la qual, mitjançant un decret, «les Repúbliques de Veneçuela i la Nova Granada queden des d'aquest dia reunides en una sola sota el títol gloriós de República de Colòmbia». Els representants de Quito eren pocs, ja que encara es trobava sota el domini espanyol.

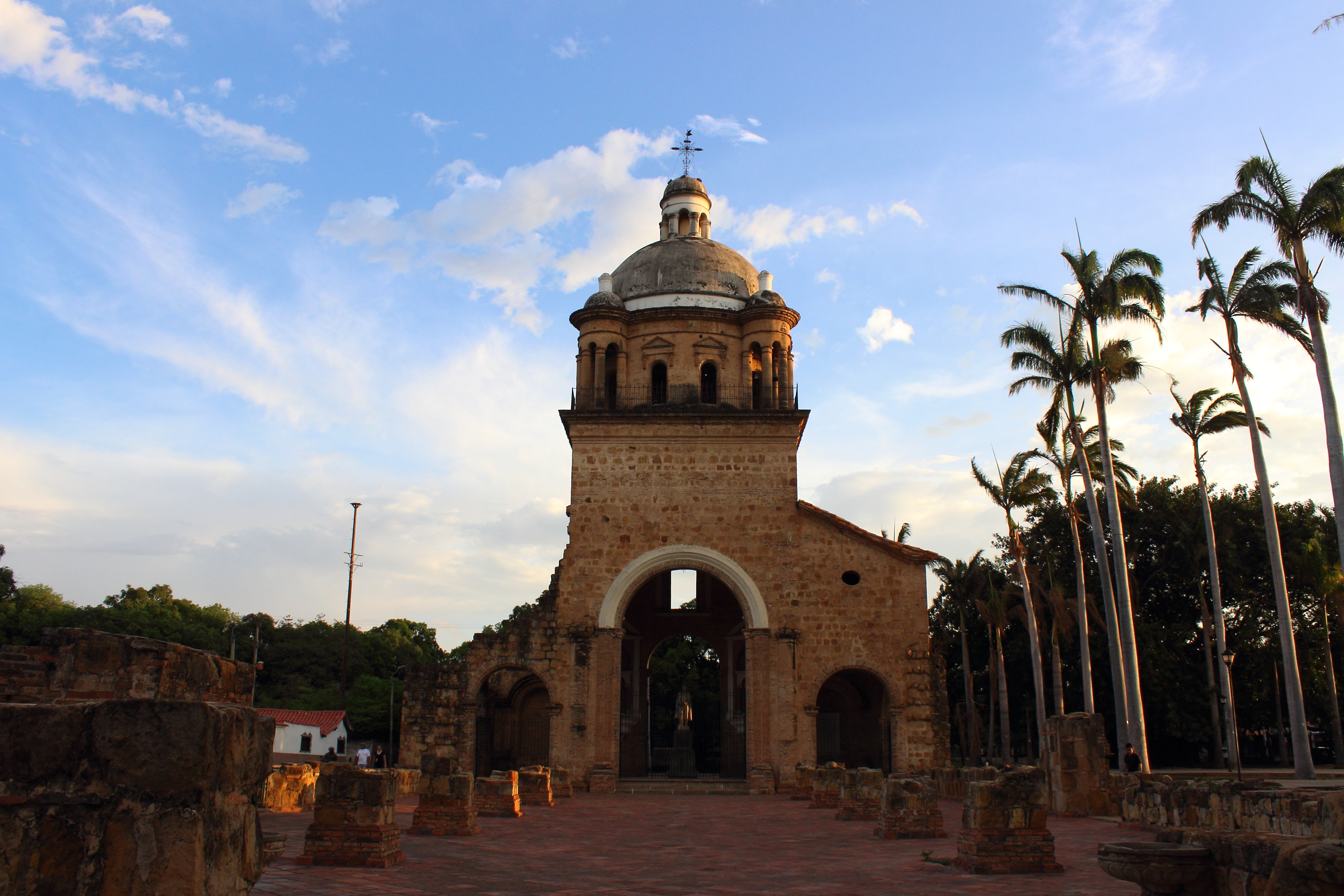
Temple Històric, on va tenir lloc el Congrés de 1821, el qual va donar vida a la Gran Colòmbia.

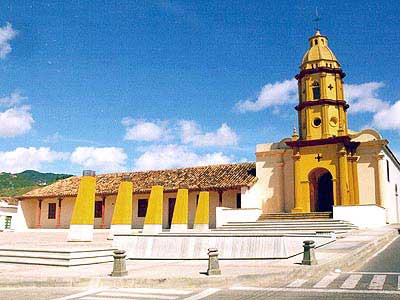
Complex Històric de la Gran Convenció, en el qual es va celebrar la Convenció d'Ocaña en 1828, on es va dissoldre la Gran Colòmbia.

Les decisions preses inicialment van ser les següents:
- Les Repúbliques de Veneçuela i la Nova Granada van ser reunides sota el títol de República de Colòmbia. El seu territori comprenia als de l'antiga Capitania General de Veneçuela i el Virregnat del Nou Regne de Granada.
- La Nova Granada va ser canviada de nom Cundinamarca i la seva capital Santa Fe canviada de nom Bogotà. Igualment seria la ciutat capital de la República.
- La República de Colòmbia es dividirà en tres grans Departaments: Veneçuela, Quito i Cundinamarca. Les capitals d'aquests Departaments serien les ciutats de Caracas, Quito i Bogotà, respectivament.
- Seria governada per un president. Existiria un vicepresident que substituiria al president en la seva absència.
- Els governadors dels tres Departaments també es dirien Vicepresidents.
- El president i vicepresident serien elegits amb vot indirecte, però per a efectes de començar, el Congrés els va triar de la següent forma: Simón Bolívar com a president de la república i Francisco de Paula Santander com a vicepresident. A l'agost, Bolívar va continuar la seva tasca llibertadora, va partir cap a l'Equador i el Perú i va deixar a Santander a càrrec de la presidència.
- A Bolívar se li va concedir el títol de «llibertador» i es va estipular que el seu retrat seria exposat en el saló de sessions del Congrés amb el lema «Bolívar, Llibertador de Colòmbia i pare de la Pàtria».

Després de les batalles del Pantà de Vargas i de Boyacá, el 17 de desembre de 1819, el Congrés de Angostura va declarar formalment creada la República de Colòmbia. La iniciativa de Simón Bolívar va ser aprovada, encara que aquest alliberament no va aconseguir Pastura, Santa Marta ni a Panamà.
Al final de les sessions, el congrés va acordar que es reuniria novament en Cúcuta, al gener de 1821, per a expedir la nova constitució. El 23 de març de 1820, va ser alliberat en España Antonio Nariño, El Precursor. Després de sis anys de captivitat va ser nomenat vicepresident de Colòmbia en substitució de Juan Germán Roscio, recentment mort, i consegüentment, va instal·lar el Congrés Constituent el 6 de maig de 1821, on va elaborar un projecte de constitució que va presentar a consideració, sense aconseguir atenció.
La convenció d'Ocaña va ser bàsicament una confrontació entre les idees de próceres. Els projectes que es van discutir van ser polèmics: centralisme i federalisme, entre d'altres. Santander va haver de cedir -per a mantenir la unitat de la nació- en el punt concernent a la necessitat de canviar la Constitució de Cúcuta, perquè aquesta no podia reformar-se abans de deu anys, buscava reformes per a limitar absolutisme i abusos per part del govern, mentre que bolivaristas presentaven la proposta d'imposar la Constitució Vitalícia en La Gran Colòmbia.
José María del Castell i Rada va ser triat com a president i Andrés Narvarte com a vicepresident de la convenció. Finalment aquesta no va poder acabar com estava planejat perquè els seguidors de Bolívar es van retirar, la convenció d'Ocaña es va donar per acabada el dia 10 de juny de 1828, Bolívar per al 27 d'agost de 1828 va assumir la dictadura en un esforç desesperat per a mantenir una unitat al no aconseguir acords amb líders d'altres regions.

### Panamà s'uneix a la Gran Colòmbia

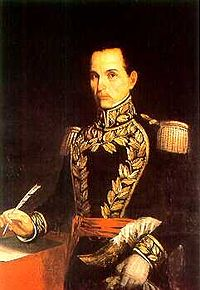
Coronel José de Fábrega, Llibertador de Panamà.

El fet que les forces militars espanyoles estiguessin confinades a les províncies sud-americanes, va permetre a Panamà aconseguir per si sola la independència d'Espanya el 28 de novembre de 1821. Els adinerats comerciants panamenys van gratificar pecuniàriament als oficials espanyols. Aquest procediment va ser afavorit perquè al capdavant del govern de l'istme es trobava el coronel crioll panameny José de Fábrega, qui es va unir al moviment emancipador.
Pocs dies abans de ser proclamada la independència de Panamà va arribar a l'istme una missió enviada pel general Agustín de Iturbide per a aconseguir que Panamà s'unís al naixent Estat Mexicà, com ja ho havien fet els països centreamericans. Així mateix en aconseguir-se l'emancipació alguns próceres, com el bisbe de la ciutat, van advocar per la unió al Perú; no obstant això va prevaler l'opinió d'unir-se a la Gran Colòmbia. En la mateixa acta d'independència, Panamà assenyala la seva intenció sobirana i voluntària d'adherir-se a Colòmbia.
En assabentar-se Bolívar de la independència de Panamà, va enviar al Coronel de Fábrega el conegut missatge que resa així: «L'Acta d'Independència de Panamà, és el monument més gloriós que pot oferir a la història cap província americana. Tot és allí consultat, justícia, generositat, política i interès general».
A la data de la independència de Panamà, la constitució de 1821 portava dos mesos i tres setmanes d'haver estat promulgada. Aquesta carta magna no va resultar grata als próceres i dirigents de Panamà, que eren negociants vinculats al trànsit i al trànsit internacional. Anglòfils per raons mercantils, professaven el liberalisme manchesteriano i eren, per tant, partidaris de l'abstencionisme estatal, del lliure canvi i d'una economia essencialment comercial. Creien que a l'istme li augurava un gran futur que es manifestaria tan aviat fos construïda una via fèrria transístmica. Per això els gestors panamenys de la independència d'Espanya van optar per la unió a l'Estat Colombià, però sota l'enteniment que, dins d'aquest, Panamà mantindria autonomia econòmica i política. Aquell enteniment no seria extensiu als ideòlegs de la central Bogotà, que portaria com a conseqüència els moviments panamenys per la instauració del federalisme i els innombrables intents de separació de la Gran Colòmbia i els seus Estats successors.

### L'Haití espanyol intenta unir-se a la Gran Colòmbia

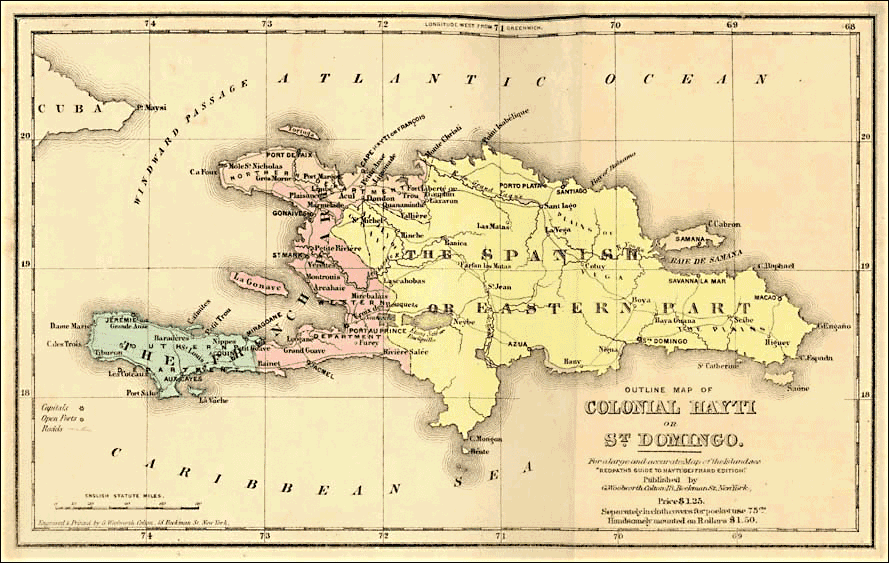
Mapa colonial de l'Espanyola, alguns anys abans de la seva independència i la creació de l'Estat Independent de l'Haití Español.

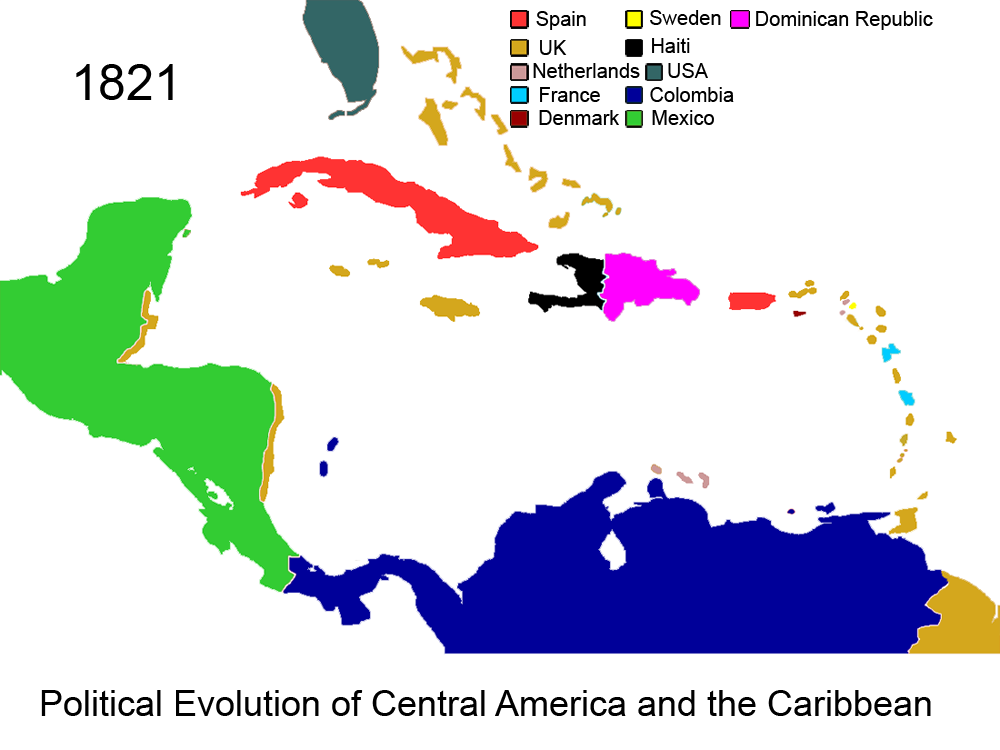
Mapa polític de la mar Carib cap a 1821. La Capitania General de Santo Domingo (actual República Dominicana, pot veure's en color rosa en el centre, al costat de les capitanies generals de Cuba (esquerra en vermell) i de Puerto Rico (dreta, també en vermell), últims bastions espanyols al Carib per a aquesta data. La Gran Colòmbia se situa en la part baixa, amb el color blau fosc.

El 30 de novembre de 1821, alguns dominicans il·lustrats encapçalats per José Núñez de Càceres van proclamar pacíficament la independència de la Capitania General de Santo Domingo amb el nom d'Estat Independent de l'Haití Español. Núñez, qui era partidari de la causa de Bolívar i estava temorós d'una possible invasió haitiana, va estipular en l'acta constitutiva de l'Estat recentment creat que aquest formaria part de la República de Colòmbia.
Núñez va decidir llavors enviar al continent com a delegat a Antonio María Pineda Ayala amb la finalitat de reunir-se amb el president grancolombiano Simón Bolívar, per a així planejar la futura integració i suport a la causa independentista dominicana, tant d'Espanya com d'Haití. No obstant això, la comissió no va aconseguir arribar a temps per a trobar-se amb el Prócer, perquè aquest ja havia emprès viatge al sud a consumar les campanyes d'independència, les quals mantenien a Bolívar allunyat de Colòmbia i del govern, per la qual cosa no es va aconseguir que la República Dominicana s'integrés al projecte bolivarià.
A causa del poc suport internacional i a la lluita interna per unificar-se amb Haití o mantenir-se com un Estat completament independent, a tan sols nou setmanes que Núñez declarés la independència les forces militars d'Haití dirigides per Jean Pierre Boyer van ocupar el país, decretant la seva formal annexió el 9 de febrer de 1822.

### Cuba i Puerto Rico pretenen unir-se a la Gran Colòmbia
Els cubans per la seva part el mateix any de 1821 van crear la societat secreta «Sols i Raigs de Bolívar», l'objectiu del qual era primordialment aconseguir la independència del país i crear un estat associat a terra ferma, ja sigui a Colòmbia o a Mèxic. La iniciativa va prendre major importància quan en 1823 José Francisco Lemus, un dels dirigents de la societat secreta, va proclamar la creació de l'Estat Independent de Cubanacán com a conseqüència i rebuig d'una suposada venda de l'illa a l'Imperi britànic. No obstant això el projecte va fracassar el 18 d'agost de 1823, quan un oficial de la impremta on es donava el tiraje de les proclames revolucionàries els va denunciar enfront de les autoritats espanyoles, després de la qual cosa tots els seus membres van ser jutjats i bandejats.
Els porto-riquenys, mentrestant, també van crear el seu moviment independentista amb la intenció d'una unió associativa amb Colòmbia. El general Antonio Valero de Bernabé havia travat amistat amb els conspiradors de «Sols i Raigs de Bolívar» i cap a l'any 1823 va desenvolupar amb ells un pla d'independència de Puerto Rico i la seva posterior adhesió a la Gran Colòmbia sota la denominació d'Estat Independent de Borinquén.
Amb la condició d'obtenir el suport de Simón Bolívar, Valero va partir cap a les costes veneçolanes juntament amb altres patriotes antillans. Quan van arribar a la seva destinació Santander els va informar dels plans de Bolívar respecte al Perú. Valero, qui a més compartia amb Bolívar idees emancipadores, es va enrolar en l'exèrcit grancolombiano amb el rang de general de brigada i va arribar a participar en la batalla de Ayacucho del 9 de desembre de 1824, després de la qual cosa va reviure el pla porto-riqueny d'independència. No obstant això la defensa estatunidenca de l'estatus de Cuba i Puerto Rico com a colònies espanyoles a fi de garantir la independència hispanoamericana (la qual cosa va desagradar bastant a grancolombianos i mexicans, que tenien plans de combinar forces per a independitzar les illes), l'absència de forces organitzades dins de l'illa, les dificultats que vivia la Gran Colòmbia en aquell moment i la posterior mort de Bolívar en 1830, van impedir dur a terme l'execució del pla i Valero desisteix d'ell.

### Santanderismo contra Bolivarianismo
Després del Congrés de Cúcuta, Simón Bolívar va ser nomenat president de la República i Francisco de Paula Santander vicepresident. Santander propugnava una legislació robusta i un marc constitucional i legislatiu que guiés a la nova república. La prioritat de Bolívar va ser continuar el seu projecte d'alliberar l'Amèrica espanyola. Durant la campanya del sud, dirigida directament per Bolívar, el vicepresident Santander va estar a càrrec del govern a Bogotà.
La crisi entre Bolívar i Santander (i els seus respectius seguidors) es va aprofundir amb les diferències entre Santander, José Antonio Páez i amb la promulgació de la constitució de la República de Bolívia de 1826, escrita per Bolívar per a la naixent república de Bolívia i que els santanderistas temien que intentaria imposar a Colòmbia. El principal recel contra la constitució bolivariana sorgia de l'ampli poder donat a la figura presidencial, el qual era vitalici i, d'aquesta forma, assimilable a una monarquia.
El 9 d'abril de 1828 es va instal·lar la Convenció d'Ocaña. Les diferències entre santanderistas i bolivarians eren evidents: els primers afavorien el federalisme, mentre que els segons preferien un poder central i presidencial fort. La Convenció, que tenia per objecte reformar la Constitució de Cúcuta, va ser un fracàs, i els bolivarians van abandonar el recinte donant suport a la idea de Bolívar de governar com a dictador.
La crisi va culminar amb l'atemptat a Bolívar del 25 de setembre de 1828, en el que es coneix com la Conspiració Septembrina. La participació de Santander no és clara; no obstant això, va ser condemnat juntament amb molts dels seus seguidors, els qui van ser executats per traïció. Per ordre de Bolívar, la condemna del mateix Santander va ser commutada per desterrament.
Després dels fets, Bolívar va continuar governant en un ambient enrarit, acorralat per disputes fraccionals i sofrint de tuberculosis. Les revoltes van continuar. El Perú es va declarar en contra de Bolívar i Veneçuela es va proclamar independent. Páez va ocupar la presidència d'aquest país i va fer que el Congrés acceptés la renúncia de Bolívar a mitjan any 1830 i l'expulsés del país concedint-li una pensió de 3000 pesos anuals.

### Temptativa de separació de Panamà en 1826
En el que a Panamà concerneix, la seva classe dirigent es va oposar tenaçment a l'adopció de la constitució Bolivariana (una Constitució Vitalícia en la Gran Colòmbia), malgrat totes les gestions de l'enviat especial per Bolívar i de la pressió que van exercir l'intendent i cap militar en l'istme.
En 1826, mateix any en què Panamà va rebutjar la constitució Bolivariana, es va celebrar en la capital istmeña el famós Congrés internacional Bolivarià. Mes aquest notable esdeveniment no va ser obstacle perquè en aquest any es produís la primera temptativa de separació de Colòmbia. Succeeix que el congrés colombià feia cas omís de les sol·licituds de franquícies comercials per a l'istme, la qual cosa frustrava les aspiracions panamenyes. En conseqüència, va sorgir un moviment separatista per a convertir a Panamà en un país hanséatico, sota la protecció del Regne Unit i els Estats Units. El moviment va ser, no obstant això, reprimit pels militars colombians destacats en l'istme.

### La guerra amb el Perú
Després de finalitzada la lluita independentista del Perú i passada l'amenaça espanyola que va portar als peruans a sol·licitar la intervenció de Colòmbia, les relacions entre Colòmbia i el Perú es van anar fent gradualment més tibants per les disputes territorials, el desig peruà d'annexar Guayaquil, el desgrat dels peruans a la intervenció de Bolívar en els assumptes interns del Perú i el seu reclam de Tumbes, Jaén i Maynas com a territoris peruans. Els orígens i primeres manifestacions de la contesa es van donar sis anys abans amb el problema de qui li corresponia la sobirania de la rica província de Guayaquil. El tema va ser una espina entre les relacions de totes dues repúbliques, Colòmbia i el Perú, ja que la regió de Guayaquil es va unir a la Gran Colòmbia el 31 de juliol de 1822.
El Perú havia intervingut a Bolívia a principis de 1828 i es negava a permetre la intervenció de Colòmbia en els assumptes de la república altoperuana. El 3 de juny de 1828, la Gran Colòmbia per mitjà de Bolívar, li va declarar la guerra a la República Peruana. En el transcurs d'aquest conflicte, soldats peruans van avançar a l'interior del Departament del Sud de Colòmbia, fins prop de la ciutat de Conca obtenint algunes victòries. Mentrestant en la Nova Granada es vivia un estat de guerra civil amb l'alçament dels generals José María Obando i José Hilario López. Després de ser pacificats per Bolívar i reorganitzats les forces, l'exèrcit grancolombiano va iniciar una ofensiva terrestre que va culminar en la batalla del Portete de Tarqui el 27 de febrer de 1829, amb la victòria grancolombiana de les tropes comandades pel mariscal Antonio Josep de Sucre sobre les peruanes, el 28 de febrer es va signar el Conveni de Girón i el 22 de setembre, el Tractat de Guayaquil, en nom d'una sortida diplomàtica, mantenint-se el statu anterior a la guerra. En aquest sentit, el Perú reconeixia a Guayaquil dins del territori de la Gran Colòmbia i la Gran Colòmbia reconeixia a Tumbes, Jaén i Maynas com a territoris peruans.
Va quedar pendent la demarcació de la frontera comuna, labor que havia de fer una Comissió demarcadora bipartida que, d'acord amb els articles 5 i 7 del Tractat, degué començar els treballs 40 dies després de la seva ratificació. No obstant això, la Comissió peruana no va acudir pel que, després de 64 dies d'espera, la Comissió grancolombiana va decidir retirar-se. Cal notar que la Comissió demarcadora tenia previst traçar la línia marcada pels rius Tombis, Catamayo, Macará, Huancamba i Marañón.
Després de la dissolució de la Gran Colòmbia, el Perú va desconèixer el Tractat, al·legant que, dissolta la Gran Colòmbia, el Perú quedava rellevat dels seus compromisos, la qual cosa durant els anys esdevenidors desembocaria en el conflicte de la Pedrera, en la guerra colombo-peruana (1932-1934) i en el llarg conflicte entre el Perú i l'Equador (segles segle xix i segle xx). L'Equador i el Perú van aconseguir un acord definitiu de fronteres per l'acta de Brasília en 1998.

### El govern de Bolívar
Entre el 24 de juny de 1828 i març de 1830 Bolívar va governar per decret, això no va impedir la separació de Veneçuela el 27 de desembre de 1829. El 20 de gener de 1830 Bolívar va convocar el Congrés Admirable amb la finalitat de solucionar la crisi institucional, considerant una nova constitució com a possible solució, però així i tot això no va poder evitar la separació de Veneçuela i va evidenciar la falta de suport amb la qual comptava Bolívar la salut del qual venia deteriorant-se notablement. Bolívar va renunciar el 8 de maig de 1830, quedant Domingo Caycedo com a president interí.

### Separació de Veneçuela i l'Equador
La separació de Veneçuela i Quito va ser accelerada per la discrepància d'opinions entre federalistes i centralistes. Quito no havia tingut una representació real en les deliberacions constitucionals i només és en 1822 quan s'uneix a la Gran Colòmbia. Malgrat existir suport a la constitució de Colòmbia a Quito, més específicament en Guayaquil, quiteños i veneçolans anhelaven una constitució federalista, és a dir una que els permetés tenir un control i llibertat regional sense imposicions centrals fortes; en particular el cos militar veneçolà esperava exercir més poder a la seva regió.
El 30 d'abril de 1826 va tenir lloc a Veneçuela un moviment separatista conegut amb el nom de la Cosiata dirigit per José Antonio Páez, que es va presentar com una reacció contra el govern de Bogotà, el centralisme i Simón Bolívar. El 25 de novembre de 1826 Bolívar abandona el Perú, anomenat per Páez per a mediar en el conflicte que aquest tenia amb Santander i arriba a Veneçuela amb una petita escorta, sent ben rebut per Páez (el Perú va aprofitar la seva absència per a eliminar la Constitució Vitalícia, irregularment aprovada per Bolívar per a aquest país i crear una nova Constitució que permetés més participació), Bolívar dona la raó a Páez i ho nomena cap civil i militar de Veneçuela.
En 1827 el congrés decideix reduir aquest dret i va fer un canvi constitucional per a excloure des dels sergents cap avall, ja que excloure la cúpula militar era un moviment molt atrevit. Anteriorment, als membres de l'exèrcit se'ls havia permès votar en les eleccions des de la constitució de Cúcuta especialment com a just reconeixement a l'esforç realitzat en les campanyes llibertadores i s'estaven presentant abusos per part de militars.
A l'abril de 1828 es reuneixen a Ocaña els representants dels municipis (parròquies) per a triar el congrés constituent que consideraria reformes a la constitució de Cúcuta. Es van presentar dues propostes molt fortes, la primera per part de federalistes era reformar la constitució per a impedir absolutisme i limitar abusos per part de militars, la segona era reemplaçar la constitució actual per una Constitució Vitalícia que ja havia imposat Bolívar a Bolívia i el Perú, no obstant això aquesta proposta va ser rebutjada, en vista que li donava molt de poder al poder executiu i el president seria governant per la resta de la seva vida, no obstant això el descontentament dels bolivarians va ser tal que el 6 de juny de 1828 van decidir abandonar les deliberacions per la qual cosa no es va aconseguir el quòrum, el 10 de juny de 1828 es va donar per acabada la Convenció d'Ocaña.
Bolívar amb el seu fervent desitjós de veure una Gran Colòmbia unida decideix fer imposar la seva voluntat en forma dictatorial com a últim recurs i presenta una Constitució que havia desenvolupat en la que s'incloïa al Perú i a Bolívia (perquè Bolívia ja s'havia separat del Perú), amb un fort govern central i una presidència per a tota la vida en la qual el president podria tenir la facultat de nomenar el seu successor. Aquesta va ser l'espurna final que va incendiar als santanderistas perquè van veure en aquesta proposta una reculada a una monarquia i van arribar al punt d'intentar assassinar a Bolívar el 25 de setembre. Addicionalment, els líders veneçolans van veure amb bastant recel les intencions de Bolívar, al novembre de 1829 decideixen separar-se de la Gran Colòmbia i així ho van comunicar en la convenció de gener. Bolívar finalment renúncia a la seva posició durant la convenció constitucional de gener de 1830 reunida a Bogotà (també dita el Congrés Admirable).
El Congrés Admirable havia aprovat el 5 de maig de 1830 una nova constitució que mantenia la unitat de la Gran Colòmbia però no va entrar en vigor, els quiteños, al saber que Veneçuela s'havia escindit i que Bolívar es retirava en forma definitiva, van prendre la resolució de separar-se.
El 13 de maig de 1830, el departament del Sud (Quito) va declarar la seva independència de la Gran Colòmbia i es va conformar la República de l'Equador. La Gran Colòmbia quedaria així constituïda pels Departaments Centrals de Boyacá, Cauca, Cundinamarca, Istme i Magdalena.

### Separacions temporals de Panamà
El 26 de setembre de 1830, Panamà es va separar de l'Estat grancolombiano, constituint-se en la primera de cinc separacions dels territoris de l'actual Colòmbia, el seu gestor va ser el general panameny José Domingo Espinar, mulat d'origen popular que no compartia les preferències de l'oligarquia panamenya, va ser un gran partidari de Bolívar, de qui havia estat secretari. A causa de la crisi ocasionada per la renúncia de Bolívar i el desmembrament de la Gran Colòmbia, Espinar, secundat per les masses del raval de la capital, es va rebel·lar contra el govern imperant esperant la volta de Bolívar al poder.
L'article 2 de l'acta de tan singular emancipació deia: «Panamà desitja que la seva excel·lència el llibertador Simón Bolívar s'encarregui del govern de la República com a mesura indispensable per a tornar a la unió les parts que d'ella s'han separat sota pretextos diferents quedant per descomptat aquest departament sota la seva immediata protecció».
En conseqüència amb el proclamat, va ser una delegació panamenya a Barranquilla, on es trobava Bolívar, per a convidar-ho al fet que vingués a l'istme a reassumir el poder i a reconstruir a la desmembrada Gran Colòmbia. Bolívar va refusar tal oferiment i va aconsellar al seu antic secretari que incorporés l'istme a Colòmbia. Així va procedir el seu lleial secretari, però poc després es produiria un altre moviment secessionista al següent any.
El 9 de juliol de 1831, va ser gestada pel coronel veneçolà Juan Eligio Alzuru la segona separació de Panamà de Colòmbia, que va comptar inicialment amb el beneplàcit de l'oligarquia panamenya tant de la capital com interiorana. Va ser un moviment en reacció als plans de José Domingo Espinar que pretenia el restabliment de l'Estat Gran-colombià i del poder centralizante de Bolívar, on es pretenia una definitiva secessió.
Els mètodes d'aquell militar van ser tan cruels i arbitraris que van fer perillar els interessos de la classe dominant panamenya. per tant aquesta, mitjançant l'acció dels altres militars que controlaven, van aconseguir derrotar i afusellar al tirà. Després d'això, els dirigents panamenys en veure el que un moviment independentista mal portat podria desencadenar, van decidir unir-se al procés que portaven els departaments centrals per a constituir la República de la Nova Granada.

### Dissolució de la Gran Colòmbia

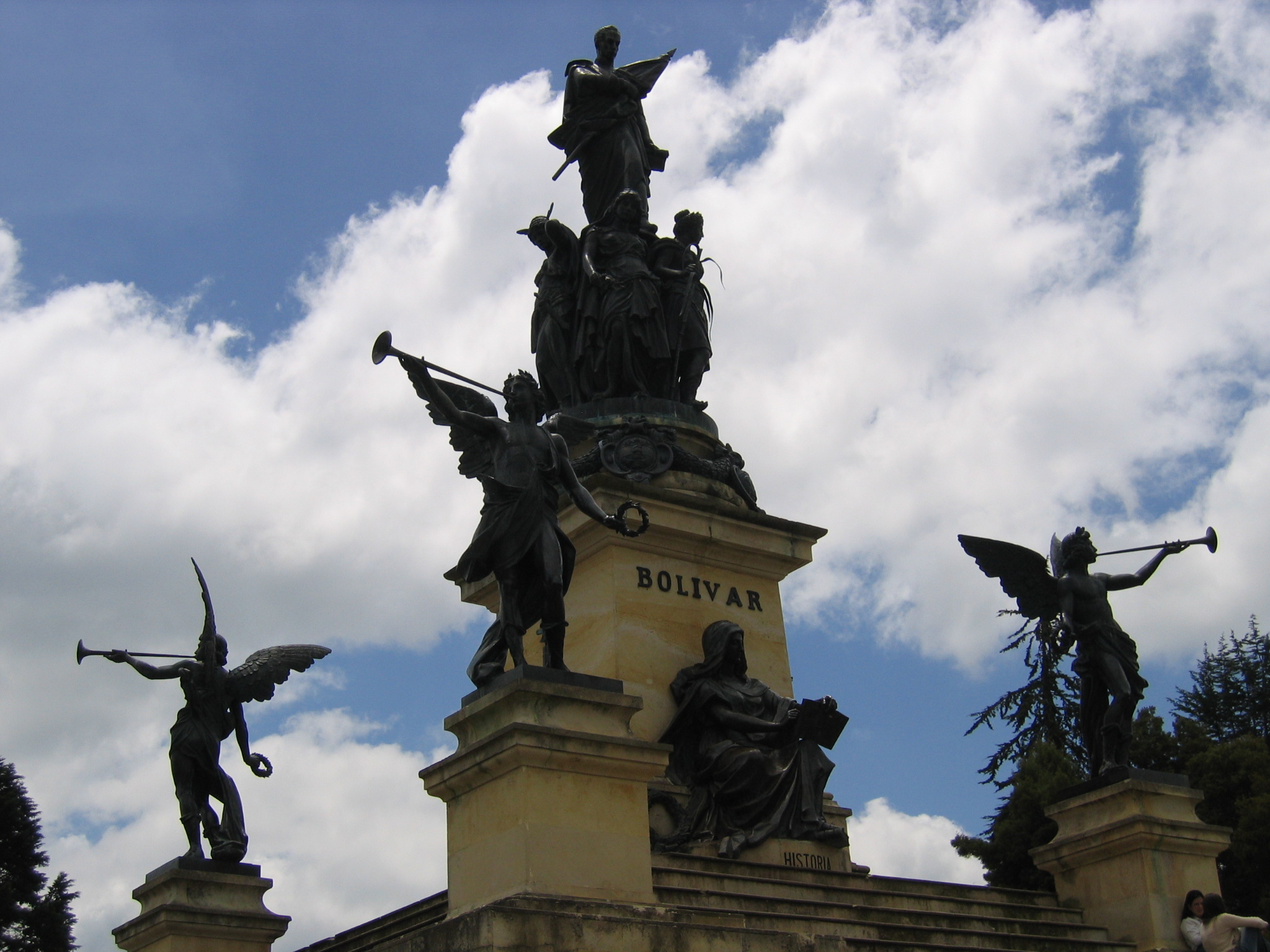
Monument commemoratiu a Simón Bolívar, pont de Boyacá, Colòmbia.

A partir de 1830 enmig de les separacions de l'Equador (1830), Panamà (1830 i 1831) i Veneçuela (1830); es va precipitar la desintegració de la Gran Colòmbia i les seves estructures polítiques. Naixent com a conseqüència l'Estat de l'Equador i l'Estat de Veneçuela; Panamà es va mantenir sota governs militars de tall dictatorial que no van arribar a organitzar les institucions bàsiques d'un Estat; mentre que en els departaments centrals de la Gran Colòmbia, el descontentament militar i dels grups liberals es va accentuar i va comportar a la dictadura del general Rafael Urdaneta (5 de setembre de 1830 al 3 de maig de 1831). Finalment, al desembre de 1830 mor Simón Bolívar.
Mitjançant el Conveni de Apulo (dut a terme el 28 d'abril de 1831), el general Rafael Urdaneta, lliurament el comandament de la desmembrada Gran Colòmbia a Domingo Caicedo (3 de maig de 1831). Aquest la va presidir fins al 21 de novembre de 1831 quan va ser jurídicament abolida.
El 7 de maig de 1831 es convoca una convenció als departaments centrals de la finida Gran Colòmbia, en la qual s'havien de congregar representants de Cundinamarca, Cauca, Antioquia, Istme (Panamà), Magdalena i Boyacá. Els mateixos havien de reunir-se a Bogotà el 15 d'octubre. Panamà es va sumar a la iniciativa després de la caiguda del règim dictatorial a finalitats d'agost de 1831.
L'objectiu d'aquesta convenció era acordar una nova forma d'organització política per als departaments centrals de la finida Gran Colòmbia i triar els magistrats que havien de regir-la.
En la convenció celebrada finalment el 20 d'octubre de 1831 es crea l'Estat de la Nova Granada, que amb la Constitució de 1832 seria denominat oficialment República de la Nova Granada, sent Francisco de Paula Santander el seu primer president.

## Presidents de la Gran Colòmbia
- Simón Bolívar (17 de desembre de 1819 - 4 de maig de 1830)
- Domingo Caycedo (4 de maig - 13 de juny de 1830)
- Joaquín Mosquera (13 de juny - 5 de setembre de 1830)
- Rafael Urdaneta (5 de setembre de 1830 - 3 de maig de 1831)
- Domingo Caycedo (3 de maig - 21 de novembre de 1831)

## Organització política i territorial
Tal com es va acordar al congrés de Cúcuta, la República es caracteritzava por un poder executiu molt fort, centrat en la persona del President de la República, i amb vicepresidents regionals que actuaven en nom del President en cas d'absència. El Presidente el designava un col·legi electoral. El poder legislatiu s'organitzava en dues cambres, escollit per les tres grans regions del país.
La divisió territorial de la República estava formada inicialment per tres grans departaments: Cundinamarca (capital Bogotà), Veneçuela (capital Caracas) i Quito o del Sud (capital Quito). Posteriorment, al congrés de Cúcuta (1821) es reformà i amplià aquesta divisió en regions, departaments, províncies i cantons, de la manera següent (es mostren les regions i departaments):
- Nueva Granada:
  - Boyacá
  - Cundinamarca
  - Cauca
  - Magdalena
- Veneçuela:
  - Orinoco
  - Veneçuela
  - Zulia
- Quito (o del Sur):
  - Azuay
  - Ecuador
  - Guayaquil